# Solly Zuckerman

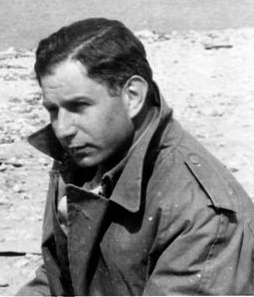
Solly Zuckerman (Tobruk 1943)

Solly Zuckerman (geboren 30. Mai 1904 in Kapstadt, Südafrika; gestorben 1. April 1993 in London) war ein britischer Regierungsberater, Anatom, Zoologe und Wissenschaftsberater.

## Leben und Wirken
Zuckerman begann seine Karriere 1928 bei der Londoner Zoologischen Gesellschaft (Zoological Society of London) und arbeitete als Anatom bis 1932.
Während des Zweiten Weltkriegs führte er mehrere Forschungsprojekte für die britische Regierung durch, darunter solche zur Konstruktion von Bomben, die Menschen und Gebäude besonders effektiv schädigen, sowie eine Einschätzung des Bombardements (Operation Corkscrew) der italienischen Insel Pantelleria im Jahr 1943. Er verantwortete auch umfangreiche Befragungen und Beobachtungen zur Wirkung der deutschen Bombenangriffe auf die Bevölkerung von Kingston upon Hull (Hull bombing survey). 
Die Zerstörung der Verkehrsinfrastruktur in Nordfrankreich im Rahmen der Vorbereitung auf die alliierte Hauptlandung in der Normandie (sog. Transport Offensive bzw. Transportation Plan) wurde im Wesentlichen durch Zuckerman entwickelt.  
Nach dem Krieg wurde Zuckerman zunächst wissenschaftlicher Direktor der British Bombing Survey Unit. Im September 1946 verließ er den Militärdienst und wurde Professor für Anatomie an der University of Birmingham (1946–68). Am 2. Januar 1956 wurde er als Knight Bachelor zum Ritter geschlagen. Sir Solly wurde 1960 leitender wissenschaftlicher Berater des britischen Verteidigungsministeriums und anschließend leitender wissenschaftlicher Berater (Chief Scientific Adviser to the UK Government) der britischen Regierung (1964–1971).
Zuckerman war gegen das nukleare Wettrüsten. Diese Haltung gründete auf seinen im Zweiten Weltkrieg gesammelten Erfahrungen.
Er lehrte an drei verschiedenen Universitäten: der University of Oxford (1934–1945), University of Birmingham (1946–1968) und der University of East Anglia (1969–1974).
Als Sekretär der Zoological Society of London (ZSL), die den Londoner Zoo betreibt, von 1955 bis 1977 und als ihr Präsident von 1977 bis 1984, gründete er 1962 das Institut für Vergleichende Physiologie und 1964 das Institut für vergleichende Medizin. Eine weniger glückliche Hand bewies er bei der Entwicklung des Zoos, so entstanden unter seiner Leitung teure und architektonisch aufsehenerregende, für die Tierhaltung aber wenig geeignete Gebäude wie das Elefantenhaus und die Snowdon-Großvoliere. Mit seiner konservativen Einstellung vertrieb er progressive Zoologen wie Desmond Morris aus dem Zoo und sprach sich während der Weltkonferenz über die Zucht bedrohter Tierarten in Menschenobhut (1976) gegen Artenschutz in Zoos aus. Der Zoo verlor daraufhin immer mehr internationales Ansehen und Besucher und stand in den 1980er Jahren mehrfach vor seiner Schließung.
Zuckerman war ein Pionier in der Erforschung des Verhaltens von Primaten. Sein Buch The Social Life of Monkeys and Apes (1932) gilt heute als Standardwerk. Auch machte er die Wissenschaft zu einem völlig normalen Teil der Regierungspolitik in der westlichen Welt.
1965 wurde Zuckerman in die American Philosophical Society und 1970 in die American Academy of Arts and Sciences gewählt. Am 5. April 1971 wurde er zum Life Peer mit dem Titel Baron Zuckerman, of Burnham Thorpe in the County of Norfolk. Bereits 1943 war als Fellow in die Royal Society, 1964 als Knight Commander in den Order of the Bath und 1968 in den Order of Merit aufgenommen worden.
Er schrieb zwei Autobiographien: From Apes to Warlords (von 1904 bis 1946) und Monkeys, Men and Missiles (von 1946 bis 1988).

## Werke
- The Social Life of Monkeys and Apes, London 1932 Digitalisat
  - Reissue of 1932 edition together with a Postscript. London 1981 (mit Appendices)
- Functional Affinities of Man, Monkeys, and Apes: A Study of the Bearings of Physiology and Behaviour on the Taxonomy and Phylogeny of Lemurs, Monkeys, Apes, and Man, London, Kegan Paul 1933
- Scientists and War The Impact of Science on Military and Civil Affairs. New York, Harper & Row 1967
- Beyond the Ivory Tower The Frontiers of Public and Private Science. London, Scientific Book Club, 1971
- Zoological Society of London, 1826-1976 and Beyond (Zoological Society Symposium). New York, Academic Press 1976
- (mit Barbara J. Weir): The ovary 2. ed. New York [u. a.], Academic Press 1977
  - Band 1 General aspects
  - Band 2 Physiology
  - Band 3 Regulation of oogenesis and steroidogenesis
- From Apes to Warlords: An Autobiography (1904-1946), New York, Harper & Row 1978; ISBN 0060148071
- Star wars in a nuclear world, London, Kimber 1986
- Monkeys, Men and Missiles: An Autobiography 1946-88, London, Collins 1988; ISBN 0-00-217501-0.
- The Ape in Myth & Art, With a foreword by H.R.H. The Duke of Edinburgh. This edition is limited to 1500 copies which have been printed on behalf ot he Zoological Society of London. London, Verdigris Press 1998